# Міметезія
Міметезія (рос. миметезия, англ. mimetesy, нім. Mimetesieren n) – явище, при якому двійникові зростки набирають форм вищої симетрії у порівнянні з симетрією окремих індивідів. 
Наприклад, трійники ромбічних карбонатів – перуситу, вітериту мають гексагональний вигляд. Від грецьк. “міметес” – наслідувач.